# Train Benelux
 (janvier 2013).
Si vous disposez d'ouvrages ou d'articles de référence ou si vous connaissez des sites web de qualité traitant du thème abordé ici, merci de compléter l'article en donnant les références utiles à sa vérifiabilité et en les liant à la section « Notes et références ».
Le train Benelux est un ancien service ferroviaire entre Bruxelles et les Pays-Bas, assuré conjointement par la Société nationale des chemins de fer belges (SNCB) et les Nederlandse Spoorwegen (NS). À l'origine, il était prévu d'inclure les trois principales villes des composants du Benelux, le train devant relier Amsterdam, Bruxelles et Luxembourg ; néanmoins, la relation vers le Grand-duché de Luxembourg ne fut jamais finalisée.
Le 15 décembre 2024, le service est scindé en deux lignes distinctes : l'EuroCity Direct Bruxelles-Midi – Amsterdam-Sud – Lelystad-Centre, d'une part, et l'EuroCity Bruxelles-Midi – Rotterdam-Central (effectuant entre ces deux gares les mêmes arrêts intermédiaires que l'InterCity alors remplacé), d'autre part. La désignation « Benelux » est concomitamment abandonnée.

## Histoire

### Création

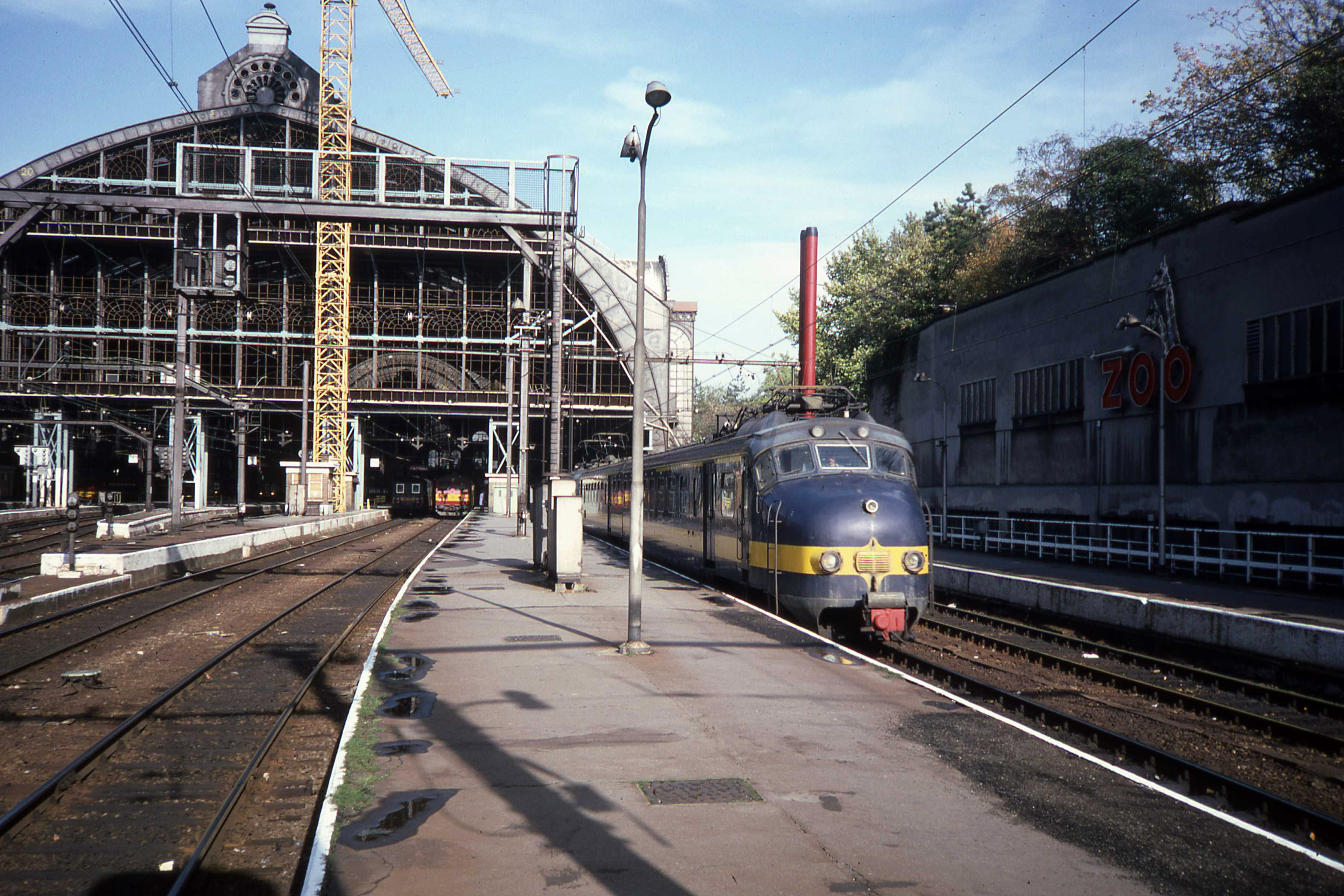
Rame automotrice "Benelux Hondekop"

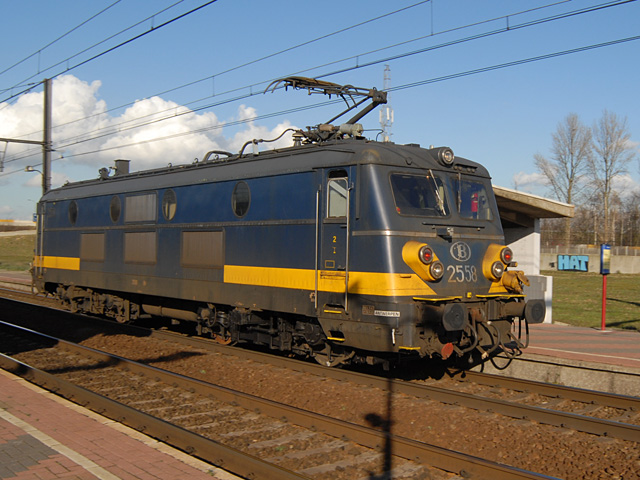
Motrice belge de la série 25.5 (2558) dans la livrée Benelux

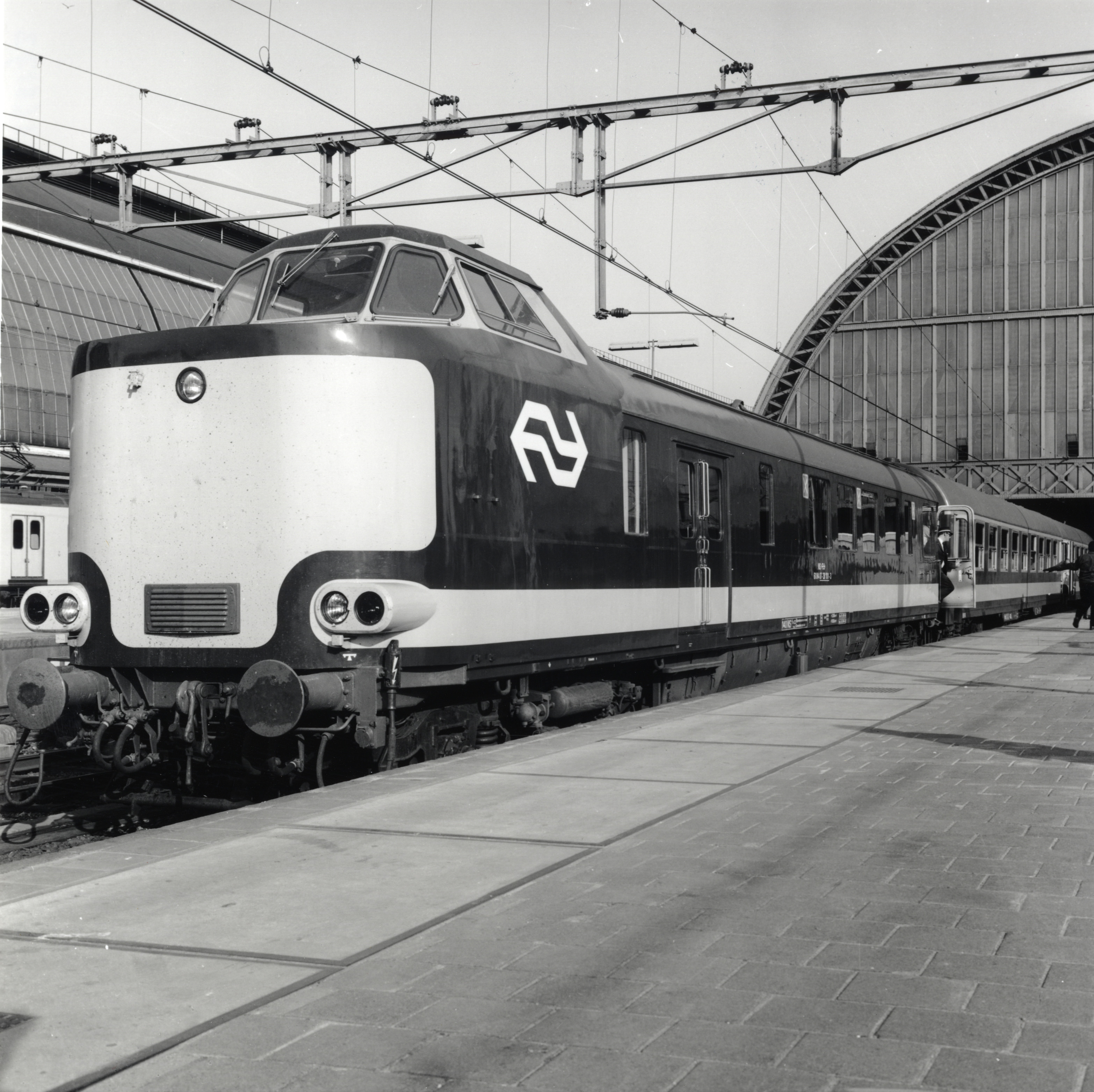
Voiture-pilote "Plan D Benelux"

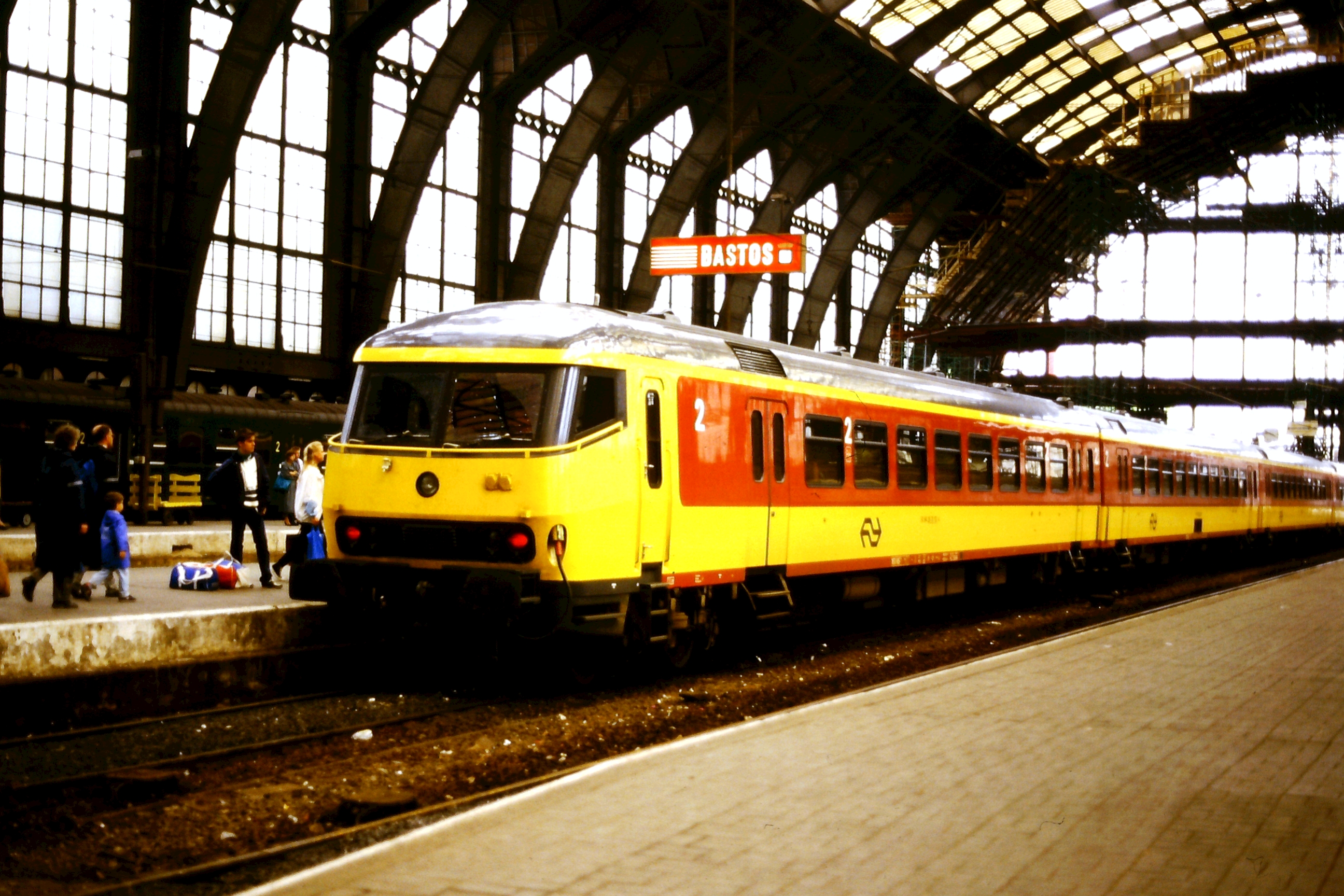
Voiture-pilote Intercity des NS

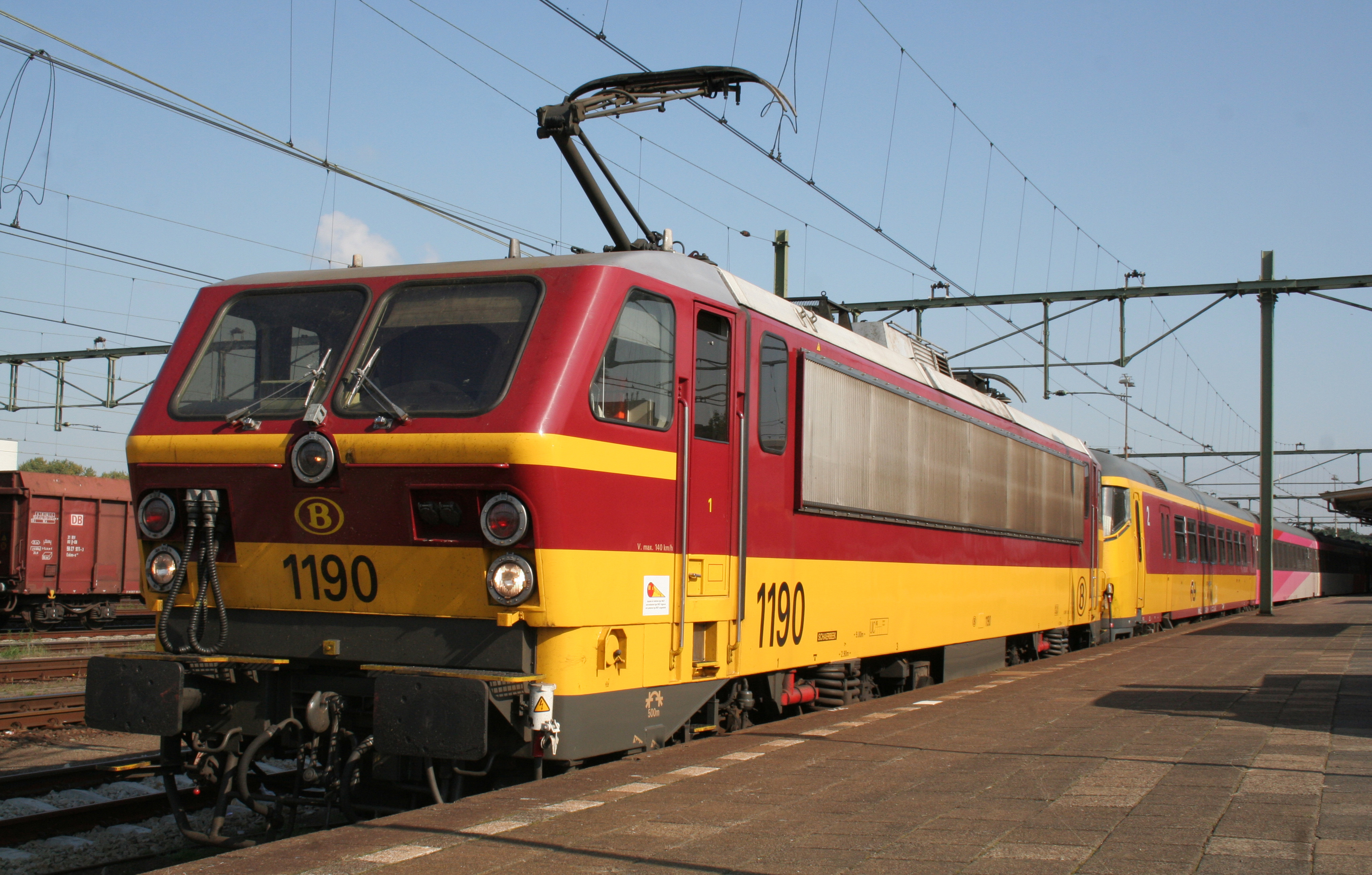
Motrice belge de la série 11 (1190) dans la livrée NS-SNCB.

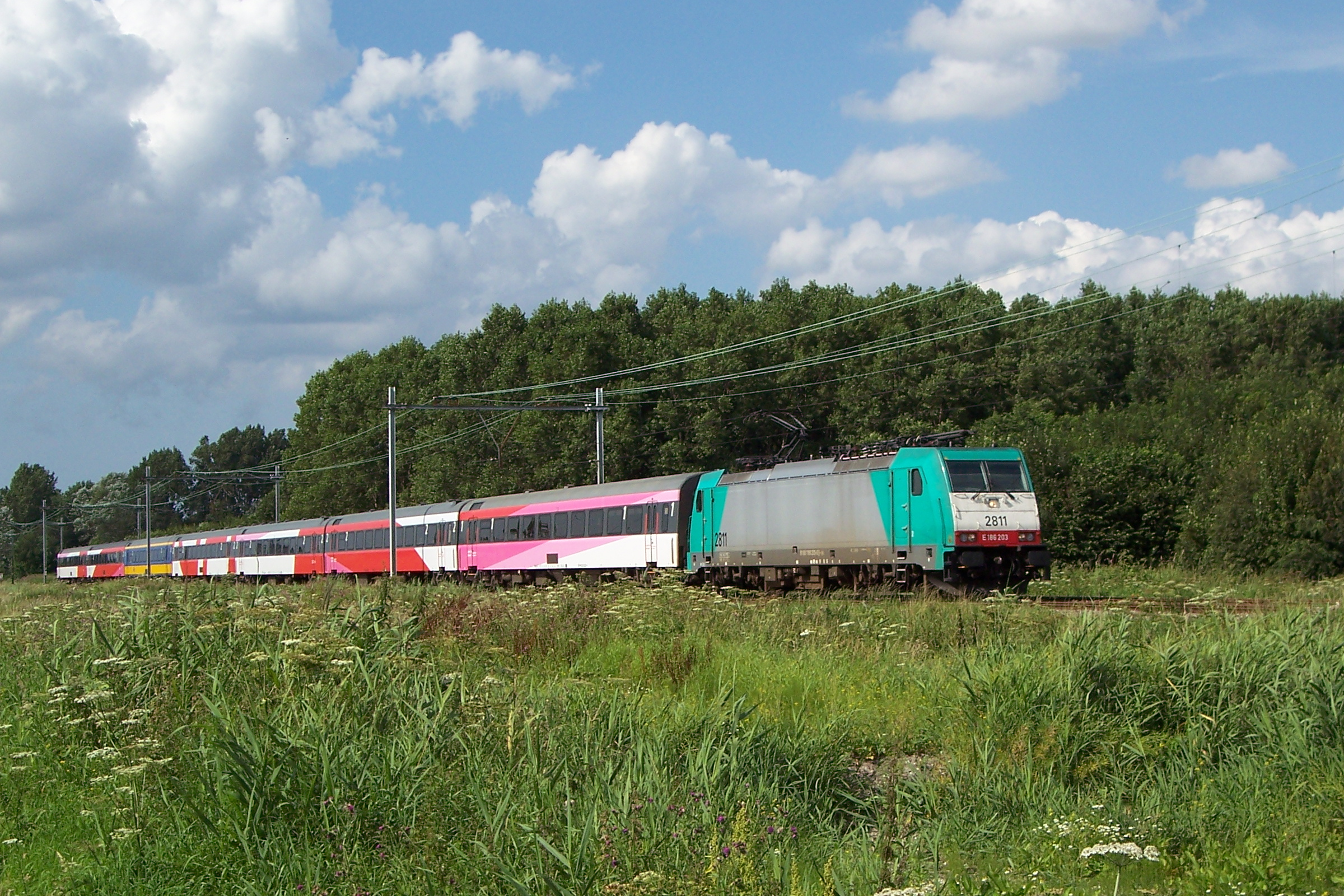
Train Benelux en 2012, tiré par une série 28 de la SNCB

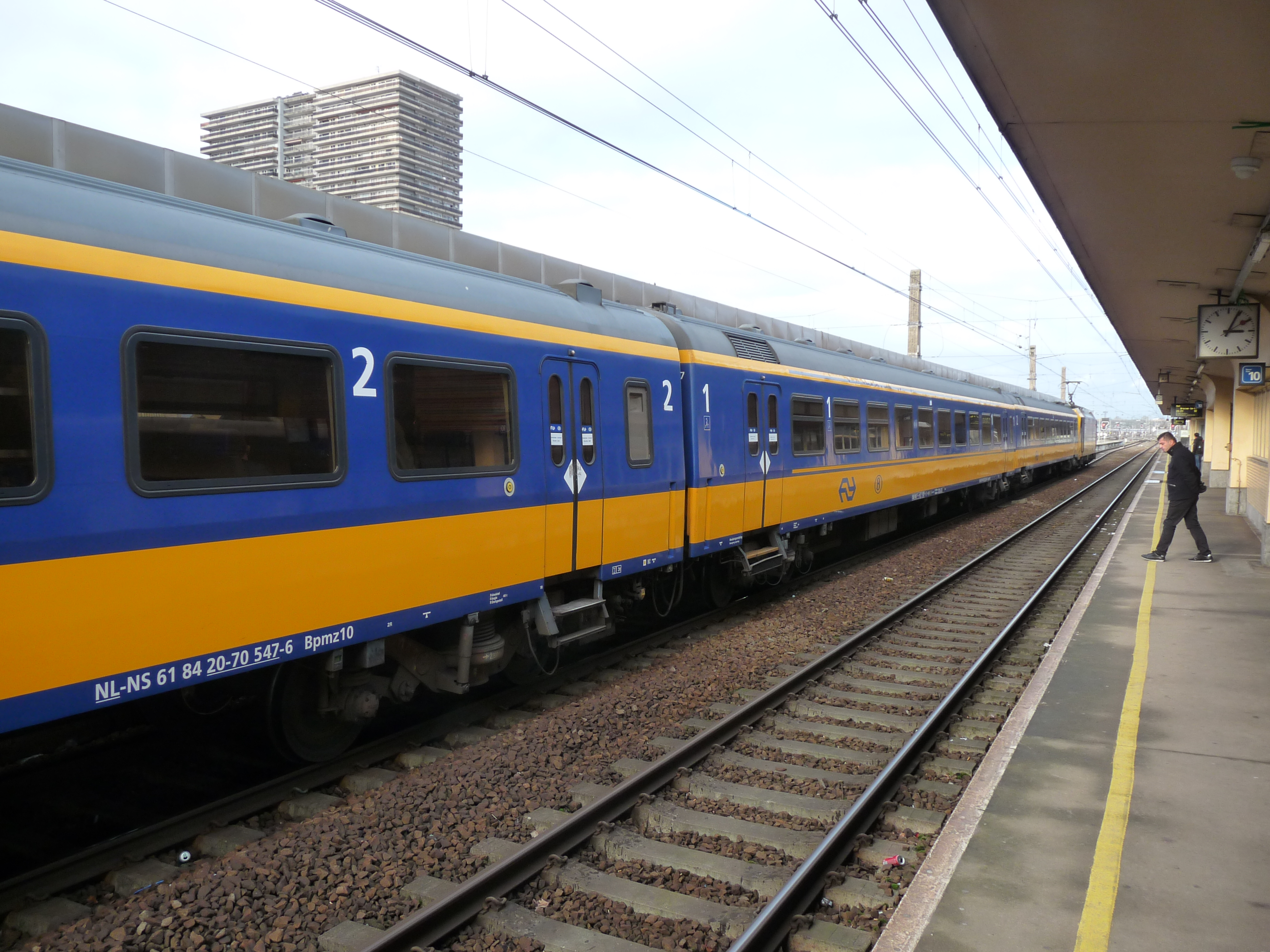
Voiture Benelux avec les logos des deux compagnies de chemin de fer en gare de Bruxelles-Nord en 2020.

Le 2 juin 1957, la ligne Anvers – Essen – Roosendaal est électrifiée, créant une connexion directe entre Bruxelles et Amsterdam, déjà reliés par des trains internationaux à traction thermique ou vapeur. Ce changement qui coïncide avec la création des Trans-Europ-Express réservés aux voyageurs de première classe nécessite une réorganisation du service entre les deux capitales. D'un commun accord, les Nederlandse Spoorwegen (NS) et la Société nationale des chemins de fer belges (SNCB) décident de la commande d'automotrices électriques accessibles aux voyageurs des deux classes.
Le 2 juin 1957 est aussi la date de création des Trans-Europ-Express, un service de luxe dont les trains, exclusivement première classe, comportent notamment les express Edelweiss, Étoile du Nord, Île de France qui réalisent le trajet Bruxelles - Amsterdam avant de continuer vers la France ou la Suisse.
En parallèle existent aussi des trains internationaux classiques ouverts aux voyageurs des deux classes tels que les trains D282 à 289 Paris - Amsterdam composés de voitures à voyageurs françaises, hollandaises, belges voire allemandes avec changement de locomotive à la frontière. Par rapport à ces trains desservant Paris et Amsterdam, la spécificité du service de train Benelux est sa plus grande fréquence et un nombre d'arrêts plus important.

### Automotrices électriques Mat '57
La société Werkspoor (nl) réalise douze rames identiques : huit pour les NS (série baptisée Materieel '57) et quatre pour la SNCB quatre (série baptisée Benelux type 57). Ces automotrices bi-courant (1 500 V - 3 000 V) étaient construites sur le modèle des Hondekop néerlandaises (Materieel '54), déjà construites par Werkspoor. Elles furent peintes dans la livrée Benelux (bleu à bande chamois) et aménagées avec un total de 98 places assises à l'origine : 18 de première classe et 80 de seconde.
Le choix des automotrices (plutôt inhabituel à l'époque pour des relations internationales) est motivé par la perte de temps occasionnée par le rebroussement de la rame dans la gare en impasse d'Anvers-Central où le train repart dans la direction inverse de celle par laquelle il est arrivé.
À partir du 29 septembre 1957, les automotrices assurent la liaison Benelux entre Bruxelles et Amsterdam au rthytme d'un par heure entre Amsterdam et Anvers et d'un sur deux jusque Bruxelles, l'automotrice Benelux (une Mat '57 de deux voitures bleues) étant à l'époque jointe ou scindée à Rosendael (d')avec une ou plusieurs automotrices du service intérieur néerlandais (des rames Mat '40, '46 ou '54 en livrée verte) effectuant le trajet Flessingue – Amsterdam ou vice-versa.
La fin du contrôle aux frontières rendra superflu la présence du compartiment spécial réservé à la douane qui disparaît. En 1973-1974, la bande de couleur beige est remplacé par un jaune vif et en 1981 le grand compartiment cuisine est remplacé par deux compartiments de deuxième classe, à couloir latéral.
En 1965, la SNCB et les NS avaient songé à commander davantage de rames de ce type, optant l'année suivante pour mettre à l'étude une nouvelle génération de rames Benelux basées sur les automotrice Plan V et les voitures plan W. Ces rames doubles, composées d'une voiture mixte bagages, cuisine avec 36 places de 1re classe et une voiture de 80 places de 2e classe, ne verront jamais le jour.

### Problèmes de capacité
Afin de faire face à l'affluence des voyageurs, les automotrices Benelux commencent à être groupées par deux à partir de 1962 et à circuler en alternance avec le Flessingue – Amsterdam. En 1969 le nombre de circulations jusque Bruxelles passe de 7 à 10 par jour. À partir de 1968, le besoin de trains supplémentaires se faisant sentir, des rames composées de voitures et locomotives ordinaires (une combinaison de plan W et I4, ou I1 et I2) font leur apparition en renfort, mais les problèmes du rebroussement en gare d'Anvers-Central et du changement de locomotive à Roosendaal (passage du 3 000 V belge au 1 500 V néerlandais) coûtent un temps précieux.

### Rames réversibles et locomotives série 25.5
Les NS et la SNCB résolvent ce problème en 1973 lorsque la compagnie néerlandaise construit huit voitures-pilotes sur la base d'anciennes voitures-restaurant Plan D et fournit 20 voitures Plan W (nl) de seconde classe, tandis que son homologue belge fournit quatorze voitures I4 (sept de première classe et sept mixtes première / deuxième classe) et huit locomotives électriques capables de tracter et de pousser sous des tensions différentes. Deux fourgons postaux Plan L (nl) sont également adaptés pour être intégrés aux rames réversibles.
Pour disposer de locomotives adaptées, la SNCB modifie huit motrices de la série 25, les équipant pour la réversibilité et la circulation aux Pays-Bas. Ainsi, en étant ré-immatriculées de 2551 à 2558, les ex-motrices 2515 à 2522 forment la série 25.5. Peintes dans la livrée Benelux bleue et jaune, elles entrent en service en 1973, circulant en alternance avec les automotrices de 1957.
La capacité des rames réversibles en composition normale est de 96 places en première classe et 300 en deuxième classe (sans compter les strapontins et la voiture-restaurant). À l'origine, les deux voitures I4 sont positionnées juste derrière la voiture-pilote pour offrir un accès plus rapide au restaurant pour les voyageurs de première classe. Afin de faciliter l'entretien des véhicules par leurs pays respectifs, cette disposition est inversée en 1977.

### Rames ICR et locomotives série 11
Le matériel Benelux vieillissant étant utilisé en permanence, rames de remplacement, le besoin de matériel neuf se fait ressentir dans la première moitié des années 1980. La SNCB se charge de construire une série de douze locomotives bicourants et réversibles (série 11), dont la première est livrée en 1985, tandis que son homologue néerlandais construit cinquante-neuf voitures de première et de seconde classes (dérivées de leurs voitures Intercity), dont la première fut livrée en 1986. En attendant la production des voitures, la série 11 circula en Belgique en service intérieur. L'entrée en service de ce nouveau train Benelux date de l'été 1986. La livrée changea pour devenir bordeaux (couleur de la SNCB) et jaune (couleur des NS), aussi bien pour les motrices que pour les voitures.
Il n'est pas rare de voir des voitures Intercity destinées au trafic intérieur néerlandais dans les rames Benelux. Elles sont reconnaissables à leur livrée différente, bleu à bande jaune.
Le 4 avril 1987, les automotrices 57 sont retirées du service Benelux. Les motrices de la série 25.5, « détrônées » par celles de la série 11 sont redéployées au crochet de trains internationaux Paris - Amsterdam au départ de Bruxelles, jusqu'à ce que les rames Thalys PBA ne prennent la relève de toutes les rames tractées sur cette relation le 2 juin 1996. Les 25.5 ont par la suite tracté des trains vers les Pays-Bas, principalement de marchandises, et des convois divers en territoire belge.
En 2007, à la mise en service du tunnel transformant la gare d'Anvers-Central en gare de passage, les locomotives série 11 vieillissantes et victimes de fréquentes avaries ne fournissent pas toute la puissance voulue pour monter les pentes comparativement fortes de ce tunnel, ce qui explique que dans les premiers temps, certains trains doivent encore rebrousser à Anvers (ou ne desservir qu'Anvers-Berchem et non Anvers-Central) en circulant par le contournement est d'Anvers (ligne 12 partie sud).

### Locomotives Traxx

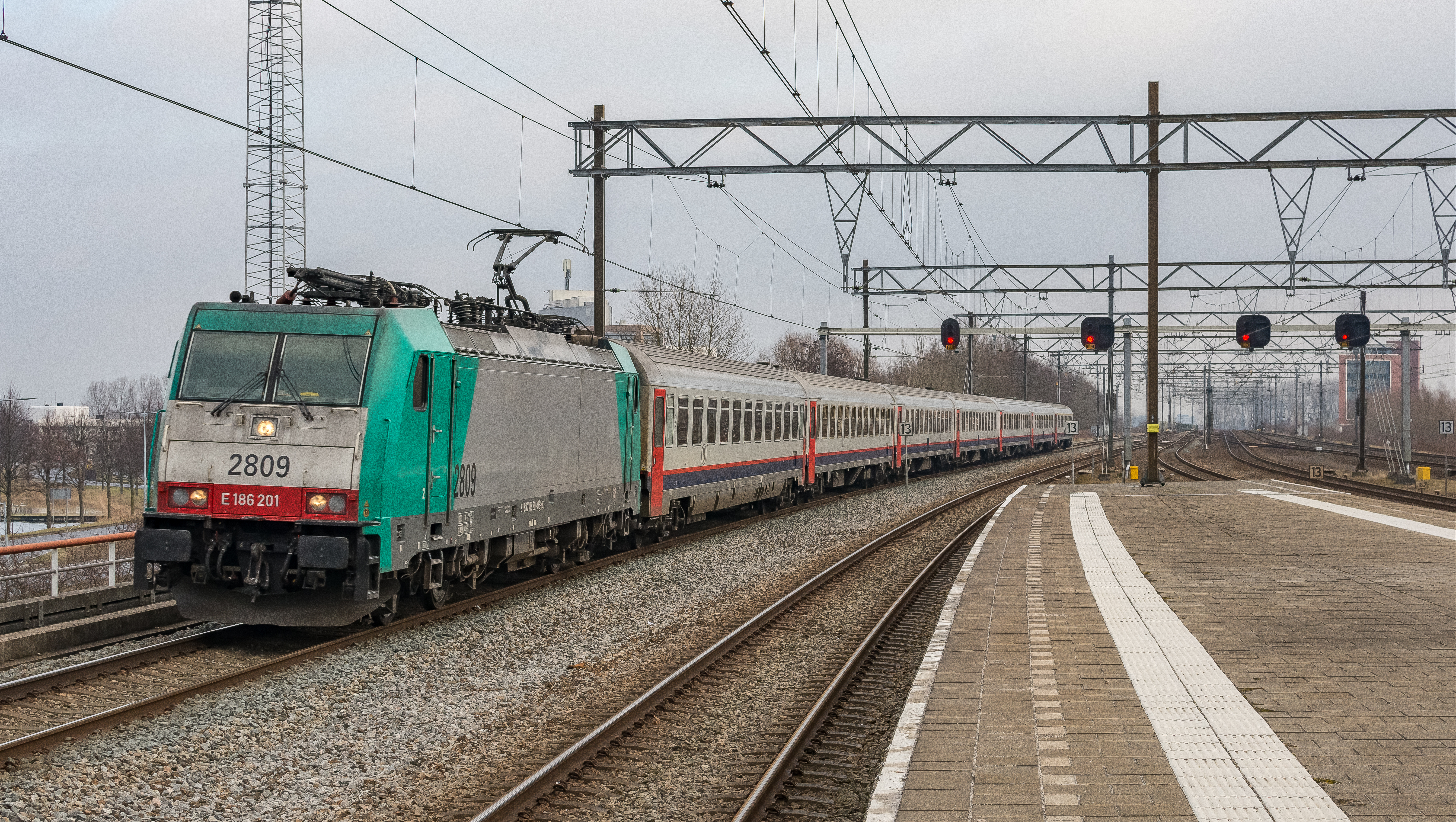
Rame de voitures I6 et I10 SNCB.

D'abord prévues comme une solution temporaire, la prise en location de locomotives TRAXX (SNCB série 28/29) permet de résoudre ce problème, une locomotive étant présente à chaque extrémité du train. Après l'épisode Fyra (voir ci-dessous), l'emploi des TRAXX complétées par la suite par des NS série 186 (nl) permet d'assurer les trains Benelux. Le pelliculage Fyra est retiré, les voitures-pilotes disparaissent et le reste de la rame arbore désormais la livrée Intercity ordinaire des Nederlandse Spoorwegen.
Dans l'intervalle de la rénovation des voitures ICR, une partie des trains a été assurée dans les années 2010 par des rames de voitures autrichiennes puis de matériel SNCB (I6 et I10).

## Parcours

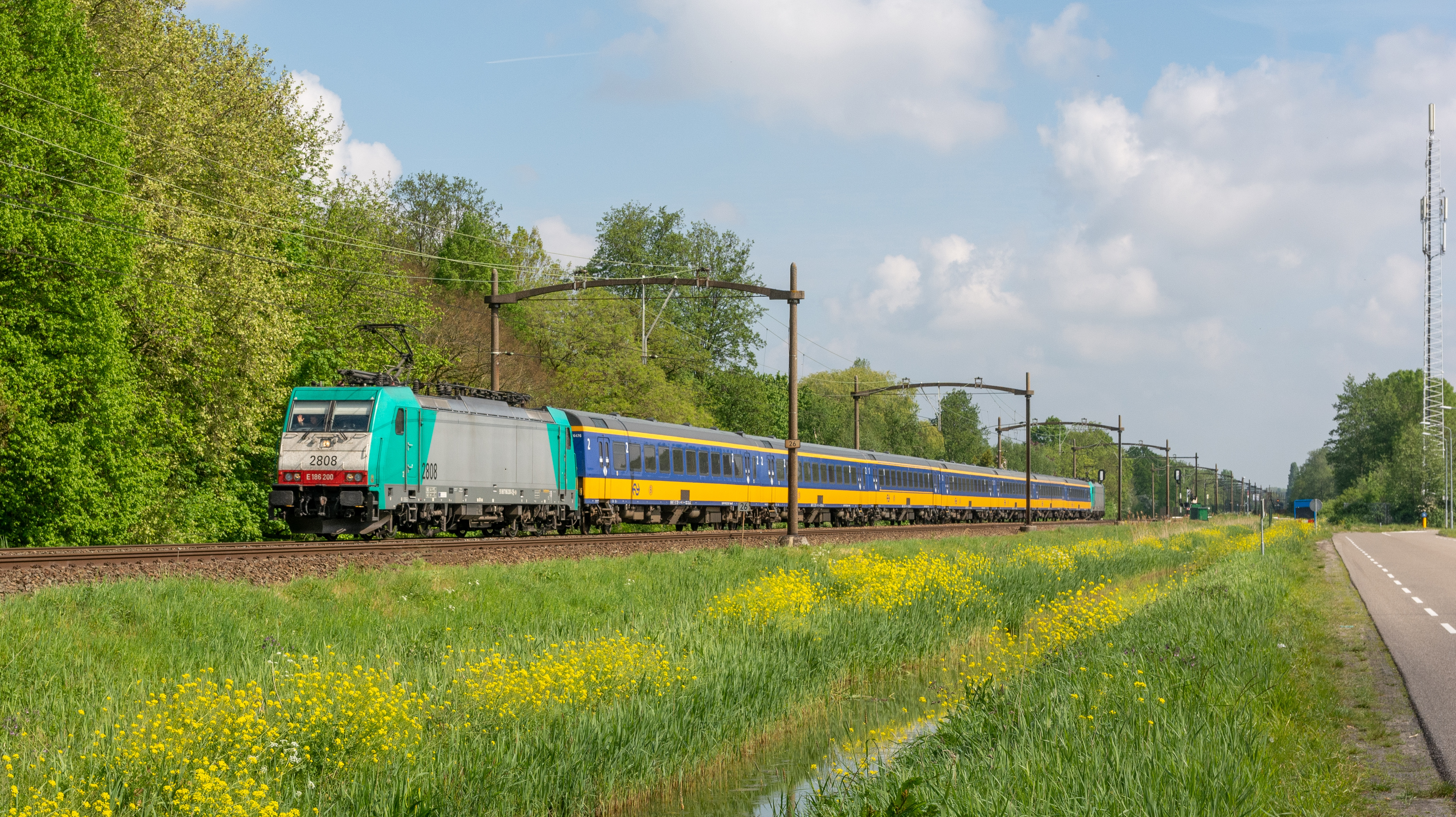
Rame encadrée par deux 28 SNCB, ici à proximité de Dordrecht-Sud sur la ligne Anvers – Roosendaal – Dordrecht – Rotterdam en raison d'une panne de courant sur la LGV 4.

Le train Benelux, noté IC-35 dans les horaires de la SNCB, et appelé Intercity direct (NS International) par les Nederlandse Spoorwegen (NS), relie Bruxelles à Amsterdam en à peu près trois heures, en faisant halte dans les gares suivantes :
- Bruxelles-Midi (départ)
- Bruxelles-Central
- Bruxelles-Nord
- Aéroport de Bruxelles
- Malines
- Anvers-Berchem
- Anvers-Central
- Noorderkempen
- Bréda
- Rotterdam-Central
- Aéroport d'Amsterdam-Schiphol
- Amsterdam-Central (terminus)

### Évolutions
Ce train est toujours réversible, car s'il n'y a plus de rebroussement à Anvers depuis l'ouverture du tunnel ferroviaire sous la ville, il y en a par contre un à Bréda depuis l'ouverture de la LGV 4. Les voitures-pilotes ont été remplacées par une seconde locomotive TRAXX.
À partir du 9 décembre 2012, le Fyra circule entre Amsterdam et Bruxelles via Schiphol, Rotterdam, Dordrecht, Roosendaal, Anvers, Malines et Bruxelles-Central. En raison d'une série d'avaries, le Fyra cesse de rouler dès janvier 2013.
À partir du 11 mars 2013, le train Benelux recommence à circuler entre La Haye et Bruxelles (Anvers le week-end) via Rotterdam, Dordrecht, Rosendael, Anvers, Malines et Bruxelles-Central.
À partir du 15 décembre 2013, tous les trains circulent entre La Haye et Bruxelles (y compris le week-end).
À partir du 14 décembre 2014, le train Benelux reprend son parcours d'origine : il relie Amsterdam et Bruxelles 16 fois par jour en passant par Schiphol, La Haye-Hollands Spoor, Rotterdam-Central, Dordrecht, Rosendael, Anvers-Central et Berchem, Malines, Aéroport de Bruxelles (nouvel arrêt), Bruxelles-Central et Bruxelles-Nord.
À partir du 9 avril 2018, le train Benelux roule entre Amsterdam et Bruxelles avec un parcours partiellement modifié : Amsterdam Centraal - Schiphol Airport - (Den Haag HS) - Rotterdam Centraal - Breda (changement de direction) - Noorderkempen - Anvers-Central - Anvers-Berchem - Malines - Bruxelles-Nat. Aéroport - Bruxelles-Nord - Bruxelles-Central - Bruxelles-Midi. Entre Rotterdam et Anvers, le train utilise la LGV 4. Douze trains par jour font Amsterdam - Schiphol - Rotterdam - Breda - Anvers - Malines - Bruxelles Aéroport - Bruxelles-Nord - Bruxelles C. et Midi, quatre autres trains font La Haye HS - Rotterdam - (ensuite comme les trains venant d'Amsterdam) - Bruxelles-Midi. Le dernier train du soir dans le sens Belgique – Pays-Bas et le premier train du matin en sens inverse relient Bruxelles à Amsterdam en passant par La Haye.
Dans l'intention d'accélérer le trafic, les NS ont commandé des rames InterCity Nieuwe Generatie aptes à circuler à 200 km/h ; 21 d'entre elles seront des rames tritension (1,5 kV CC / 3 kV CC / 25 kV 50 Hz) équipées non seulement des systèmes de contrôle ATB-EG (néerlandais) et ERTMS (européen) mais aussi du système belge TBL1+, le tout afin de pouvoir assurer le service du train Benelux. Leur construction débuta en 2018 à l'usine polonaise d'Alstom. Les premières rames étaient terminées fin 2021, effectuant des essais d'abord en Allemagne puis aux Pays-Bas. La mise en service des ICNG n'est pas prévue avant 2024 pour les services internationaux vers Anvers et Bruxelles.
À partir de janvier 2022, les trains directs Bruxelles – La Haye (quatre par jour) sont supprimés, ce qui permet de porter la fréquence des trains Bruxelles – Amsterdam à seize par jour au lieu de douze et aussi d'utiliser la LGV Schiphol – Anvers (HSL-Zuid + LGV 4) sur toute sa longueur pour tous les trains ; les voyageurs désirant relier Bruxelles et La Haye doivent dès lors changer de train à Rotterdam ou à Breda ; leur temps de trajet total s'en voit toutefois raccourci d'une minute ou deux. La mise en service des rames « nouvelle génération » mentionnées au paragraphe précédent et le déplacement du terminus nord de la ligne à Amsterdam-Sud au lieu d'Amsterdam-Central contribueront aussi à réduire le temps de parcours.

#### Remplacement par deux trains EuroCity

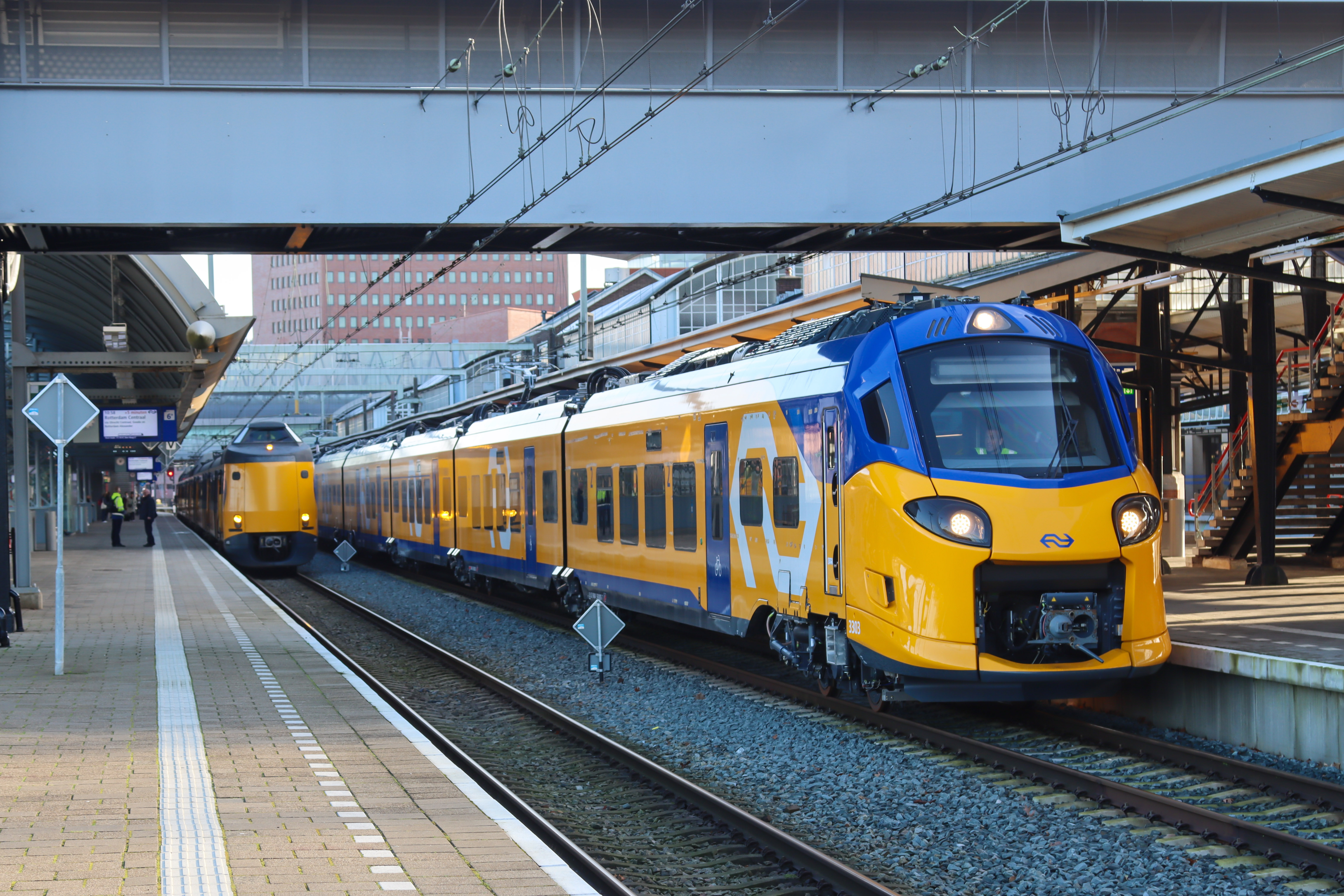
Rame ICNG des NS, vue à Amersfoort-Central.

Depuis le 15 décembre 2024, deux trains distincts remplacent le service dit Benelux (sans toutefois réutiliser cette dénomination), :
- un EuroCity Direct Bruxelles-Midi – Amsterdam-Sud (desservant Anvers-Central, Rotterdam-Central et Schiphol-Aéroport), avec un temps de parcours réduit de 45 min entre les deux capitales ; ce train est prolongé, du lundi au samedi, jusqu'à Lelystad-Centre (via Almere-Centre et Almere Buiten (nl)). La liaison utilise des rames ICNG-B ;
- un EuroCity Bruxelles-Midi – Rotterdam-Central, reprenant les arrêts intermédiaires de l'IC préexistant (Bruxelles-Central, Bruxelles-Nord, Bruxelles-Aéroport-Zaventem, Malines, Anvers-Berchem, Anvers-Central, Noorderkempen et Bréda). Le matériel utilisé est constitué de locomotives Traxx E 186 et de voitures I11 (ou, temporairement, ICRm).

## Trains Fyra

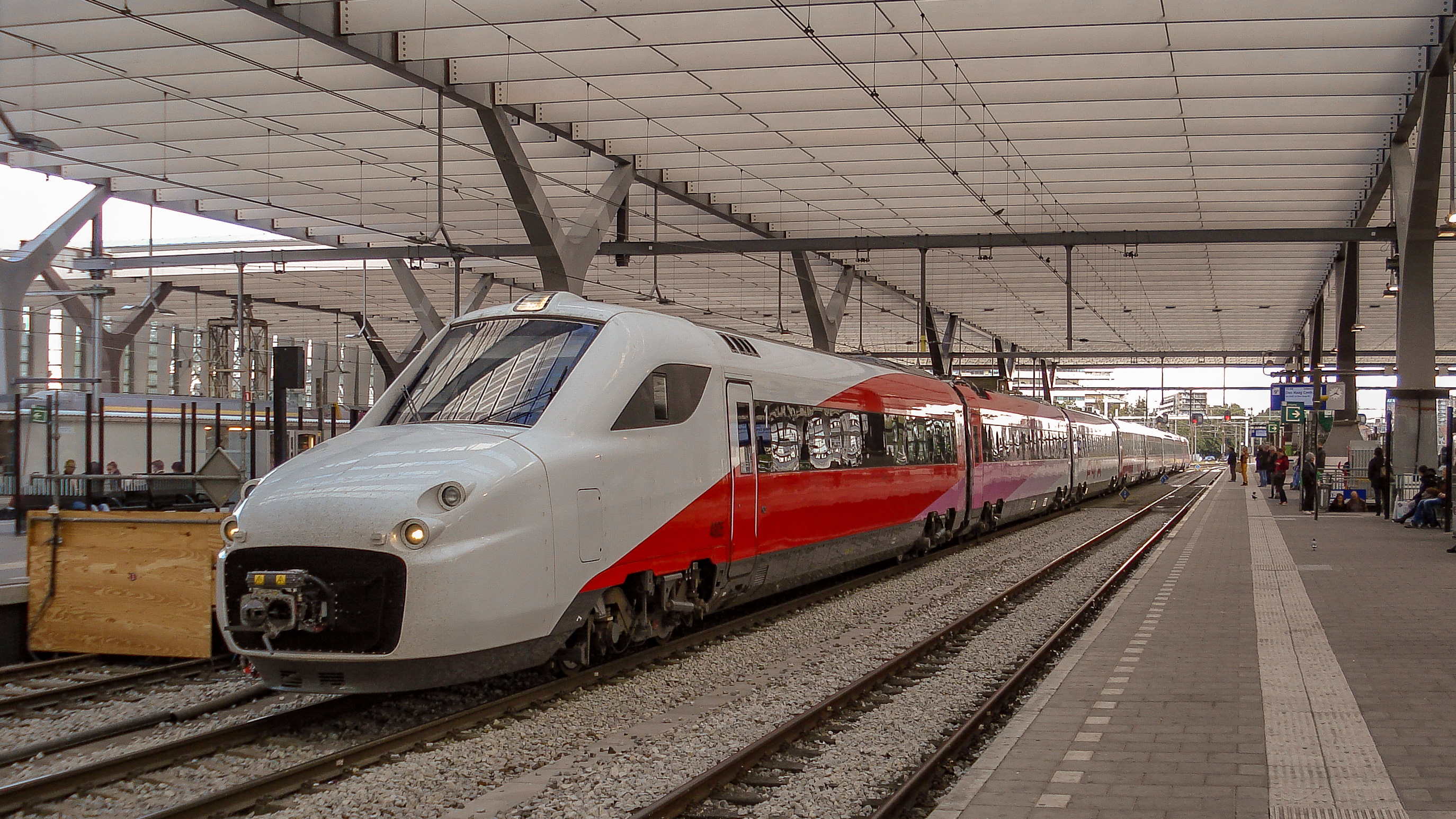
Une rame Fyra en gare de Rotterdam-Central en 2012.

Avec la construction des LGV 4 en Belgique et HSL-Zuid aux Pays-Bas, Bruxelles et Amsterdam furent reliées par une ligne à grande vitesse, et tout le matériel Benelux actuel fut remplacé par des rames automotrices aptes à rouler à 250 km/h. Le parcours a été modifié puisque la ligne à grande vitesse ne passe pas par La Haye, mais relie directement Rotterdam et Schiphol.
Les nouvelles rames n'entrèrent en service que le 9 décembre 2012 à raison de 10 aller-retours, alors qu'elles auraient dû être mises en service dès 2009. Initialement prévue, la liaison La Haye-Bruxelles qui rebroussait par Bréda fut réduite à 8 aller-retours sur le seul parcours Anvers - Breda mais ne fut jamais mise en circulation.
Dès la mise en service, de nombreux soucis ont été répertoriés, jusqu'à la suspension pure et simple du service international Fyra à compter du 20 janvier 2013.

## Traduction
- (nl) Cet article est partiellement ou en totalité issu de l’article de Wikipédia en néerlandais intitulé « Beneluxtrein » (voir la liste des auteurs).